# Via Postumia
Via Postumia var en via consularis som gick mellan Genua och Verona respektive Aquileia i norra Italien. Den lät byggas 148 f.Kr. av den romerske konsuln Spurius Postumius Albinus Magnus som också gav den dess namn.

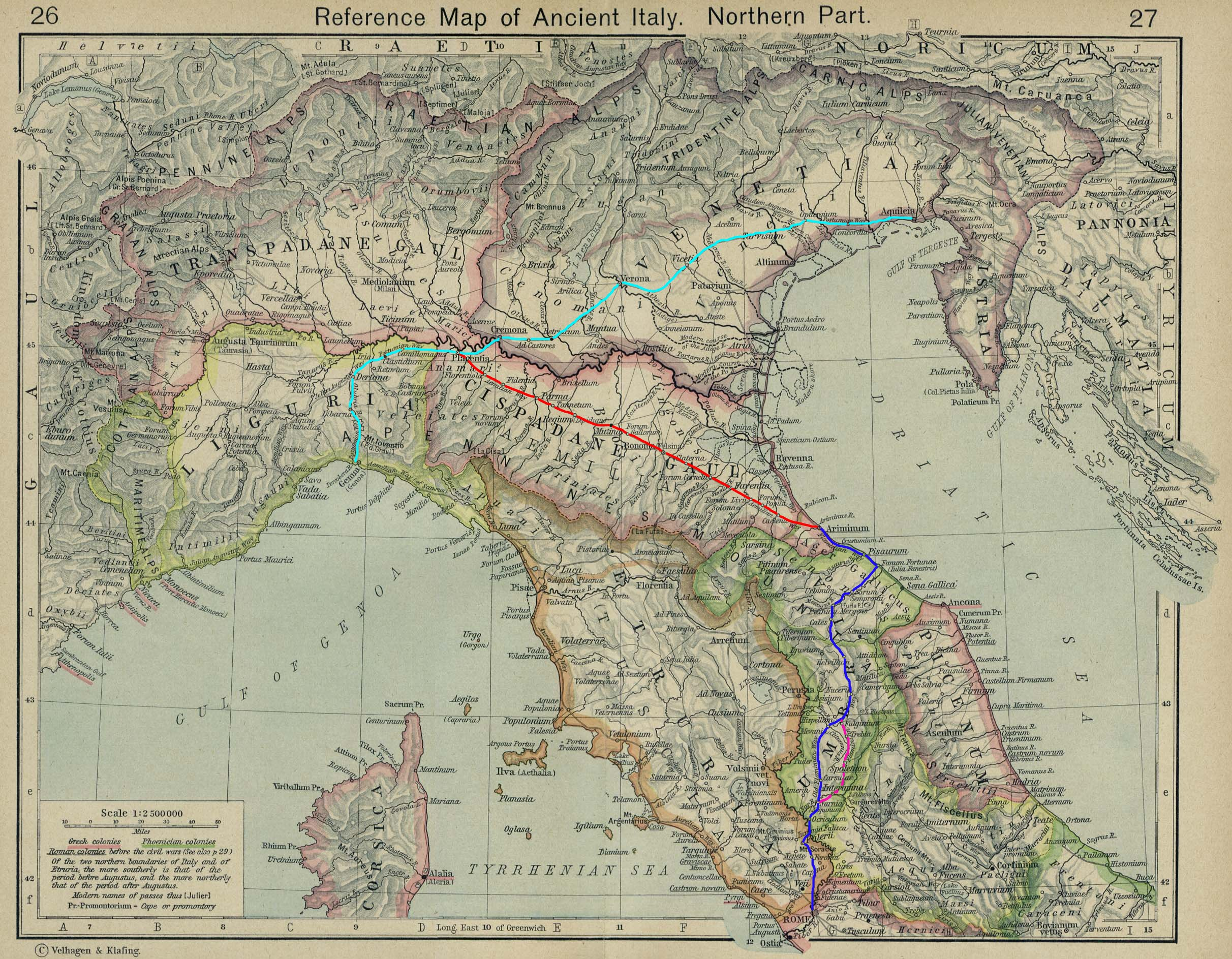
Via Postumia markeras med turkos färg. Den har förbindelse med Rom via Via Flaminia (mörkblå färg) och Via Aemilia (röd färg).

Via Postumia gick från kusten nära Genua genom bergen till Dertona, vidare till Placentia (där Via Aemilia Lepidi slutade), Cremona och Bedriacum, dagens Calvatone. Vid Bedriacum delade sig Via Postumia i två grenar. Den vänstra delen gick mot Verona. Den högra delen gick vidare till Mantua, Gemona och Aquileia. Cremona var vägens viktigaste punkt.

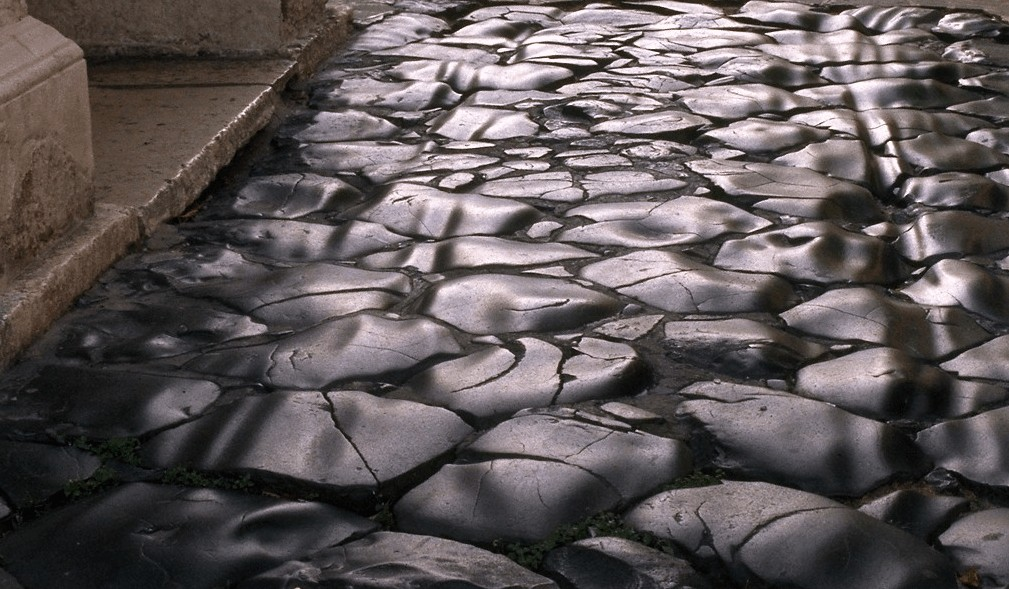
En rekonstruerad sträcka av Via Postumia under Arco dei Gavi i Verona.

Via Postumia hade stor militär betydelse i den militära ockupationen av Liguria, och längs sträckan grundlades många viktiga städer.
Via Postumia ingick i vägsystemet i norra Italien. År 13 f.Kr. byggdes Via Julia Augusta (Placentia - La Turbie) som förband Via Aemilia Scauri med Via Postumia.